# بيساكوديل
بيساكوديل (بالإنجليزية: Bisacodyl)‏ هو مركبٌ عضوي يستخدم كدواء مليّن. وهو يعمل مباشرة على القولون لتحريك الأمعاء. وعادةً ما يتمّ وصفه للتخفيف من الإمساك ولمعالجة ضعف الأمعاء العصبية وكجزء من العلاجات المستخدمة لإعداد الأمعاء قبل الفحوصات الطبيّة، مثل فحص القولون بالمنظار .
بيساكوديل مشتقٌّ من ثلاثي فينيل الميثان. وقد استخدم لأول مرة كمليّن في عام 1953م بسبب تشابهه الهيكلي مع الفينول.

## الأشكال المتاحة
يتم تسويق بيساكوديل تحت الأسماء التجارية التالية :
Dulcolax/Durolax, Fleet, Nourilax, Alophen, Correctol, and Carter's Little Pills(formerly Carter's Little Liver Pills).
فضلاً عن كونه متوفراً بأسماء تجارية أخرى متعددة. وعادةً ما يتم بيع : الحبوب ذات عيار 5 ملغ، تحاميل [للأطفال بعيار 5 ملغ، أو10 ملغ. وهومتوفرٌ أيضاًفي الولايات المتحدة على شكل سائل 1.25 أوقية، أي ما يعادل 37 مل ومعه حقنة معبأة تحتوي على 10 ملغ من البيساكوديل السائل.

## طرق تناول الدواء
1- الفم : عندمايُؤخذالبيساكوديل عن طريق الفم، يؤخذعادة في وقت النّوم. ومن المعروف أن تناول الدّواء عن طريقال الفم لا يعطي نتيجة في الثّمان ساعات الأولى ثم يعمل بعدها بشكل فجائيّ وسريع نسبياً. هذاصحيحٌ وملاحظٌ لاسيّماإذاأخذ المريض أكثرمن 10 ملليغرام من البيساكوديل في وقت واحد. عادة تكون الجرعة الموصوفة من قبل الطبيب هي 5 أو 10 ملغ، ولكن يمكن أن تصل إلى 30 ملليغرام لتطهيرالأمعاء بشكل كامل قبل إجراء التنظير. إذاماأخذ المريض البيساكوديل بأعلى جرعة مسموح بها، من المرجح أن ينتج عن ذلك حركة أمعاءمفاجئة وقوية للغاية، لايمكن السّيطرة عليها، ولذاوجب اتّخاذالاحتياطات اللّازمة. وإنّه من غيرالمستحسن أن يُؤخذالبيساكوديل خلال ساعة واحدة من أخذمضادللحموضة أوالحليب، لأن هذاقد يدمر غلاف حبة البيساكوديل ويسبب تهيجاًللمعدة. وإذاماأخذ في المساءفي وقت مبكرجداً، قد يبدأ عمل الدواء خلال فترة النوم ممّا يؤدي إلى نتائج غير مرغوب فيها.
2- فتحة الشرج :
أ- تحاميل : عندما يؤخذالبيساكوديل عن طريق فتحة الشرج على شكل تحميلة، يعطي نتائجاعادة في الدقيقة 15 إلى 60. يمكن أخذ تحميلتين في وقت واحدإذاكانت هناك حاجة للحصول على نتيجة مسهّلة وقوية مشابهة لأثر أخذ حقنة شرجية. وبعدساعات قليلة من الإخلاءالأوليّ، يمكن أن يكون هناك إخلاء ثانوي يستمرّ طالما أنّ هناك بيساكوديل في الشرج لم ينزل بعد.
ب- حقنة شرجيّة : كما أن البيساكوديل متوفر تجاريّاً على شكل حقنة شرجية، وهو في العادة خلال 5-20 دقيقة .

## الأشكال المتاحة
يتم تسويق بيساكوديل تحت الأسماء التجارية التالية :
Dulcolax/Durolax, Fleet, Nourilax, Alophen, Correctol, and Carter's Little Pills(formerly Carter's Little Liver Pills).
فضلاً عن كونه متوفراً بأسماء تجارية أخرى متعددة. وعادةً ما يتم بيع : الحبوب ذات عيار 5 ملغ، تحاميل [للأطفال بعيار 5 ملغ، أو10 ملغ. وهومتوفرٌ أيضاًفي الولايات المتحدة على شكل سائل 1.25 أوقية، أي ما يعادل 37 مل ومعه حقنة معبأة تحتوي على 10 ملغ من البيساكوديل السائل.

## طرق تناول الدواء
- الفم: عندما يُؤخذ البيساكوديل عن طريق الفم، يؤخذعادة في وقت النّوم. ومن المعروف أن تناول الدّواء عن طريقال الفم لا يعطي نتيجة في الثّمان ساعات الأولى ثم يعمل بعدها بشكل فجائيّ وسريع نسبياً. هذاصحيحٌ وملاحظٌ لاسيّماإذاأخذ المريض أكثرمن 10 ملليغرام من البيساكوديل في وقت واحد. عادة تكون الجرعة الموصوفة من قبل الطبيب هي 5 أو 10 ملغ، ولكن يمكن أن تصل إلى 30 ملليغرام لتطهيرالأمعاء بشكل كامل قبل إجراء التنظير. إذاماأخذ المريض البيساكوديل بأعلى جرعة مسموح بها، من المرجح أن ينتج عن ذلك حركة أمعاءمفاجئة وقوية للغاية، لايمكنالسيطرة عليها، ولذاوجباتخاذالاحتياطات اللّازمة. وإنّه منغيرالمستحسن أن يُؤخذالبيساكوديل خلال ساعة واحدة من أخذمضادللحموضة أوالحليب، لأن هذاقد يدمر غلاف حبة البيساكوديل ويسبب تهيجاًللمعدة. وإذاماأخذ في المساءفي وقت مبكرجداً، قد يبدأ عمل الدواء خلال فترة النوم ممّا يؤدي إلى نتائج غير مرغوب فيها.

- فتحة الشرج: تحاميل: عندما يؤخذالبيساكوديل عن طريق فتحة الشرج على شكل تحميلة، يعطي نتائجاعادة في الدقيقة 15 إلى 60. يمكن أخذ تحميلتين في وقت واحدإذاكانت هناك حاجة للحصول على نتيجة مسهّلة وقوية مشابهة لأثر أخذ حقنة شرجية. وبعدساعات قليلة من الإخلاءالأوليّ، يمكن أن يكون هناك إخلاء ثانوي يستمرّ طالما أنّ هناك بيساكوديل في الشرج لم ينزل بعد. حقنة شرجيّة: كما أن البيساكوديل متوفر تجاريّاً على شكل حقنة شرجية، وهو في العادة خلال 5-20 دقيقة .[6]

## آليّة العمل
يعمل البيساكوديل عن طريق تحفيز الأعصاب المعوية متسبّباً بحركة دودية في القولون (أي يتسبب بحدوث تمعجات وإنقباضات في القولون). ويعمل أيضاً كمليّن؛ عن طريق زيادة إفراز السّوائل والأملاح . فعالية البيساكوديل على الأمعاء الدقيقة ضئيلة ولا تعطي تأثير ذو أهمية. المليّنات المحفزة ومنها البيساكوديل تعمل بشكل أساسيّ على القولون.